# Oeral-Kozakken

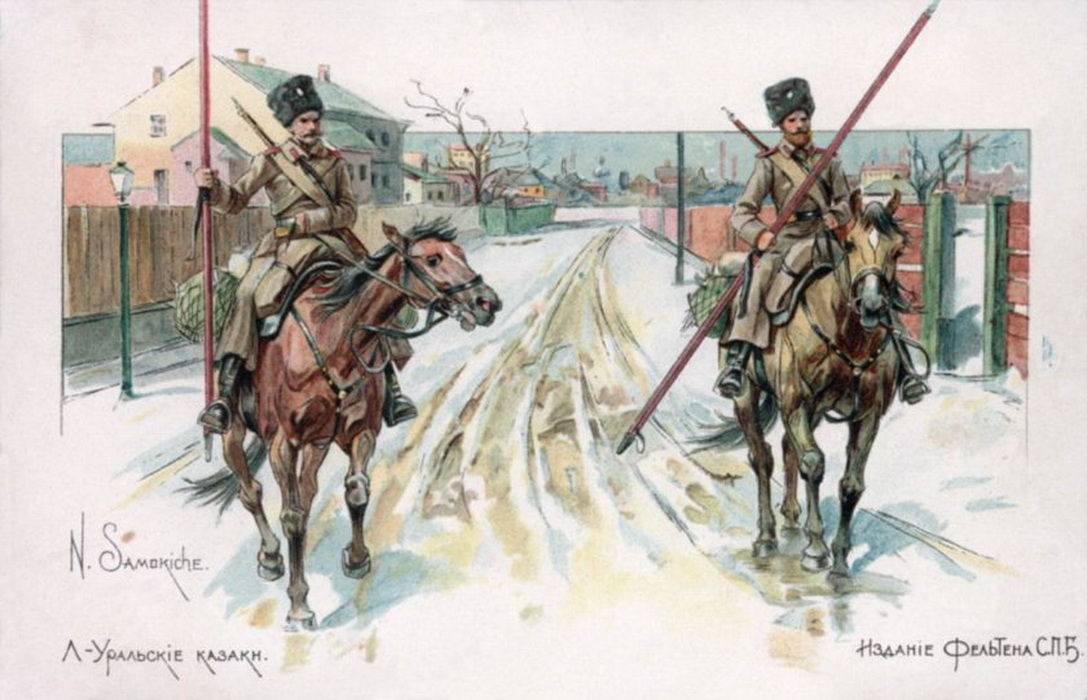
Oeral-Kozakken (Nikolaj Samosjkin, 1912)

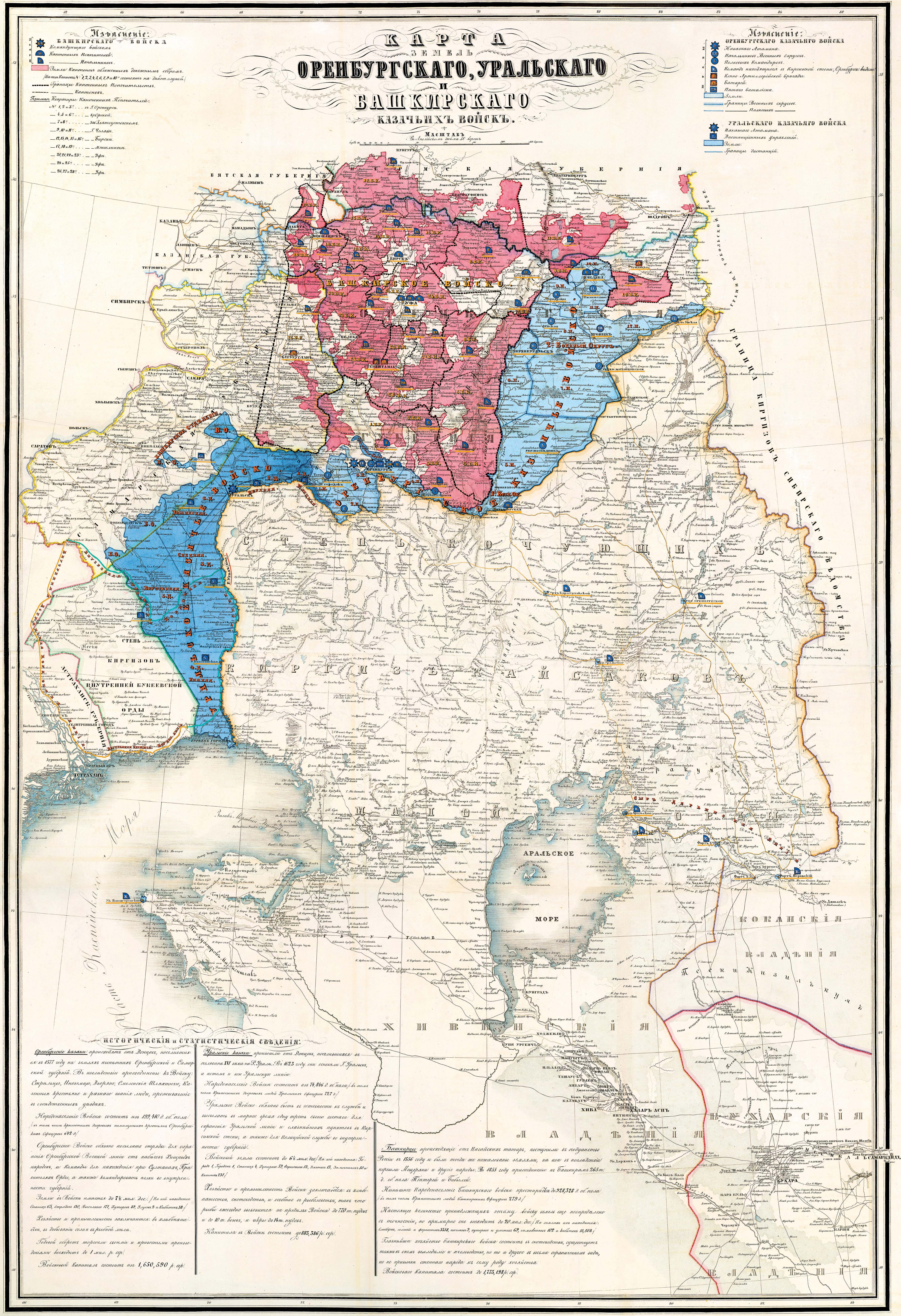
Orenburgse militaire grens:
Oeral-Kozakken
Orenburg-Kozakken
Basjkiers-Misjaarse Kozakken

De Oeral-Kozakken (Russisch: Уральские казаки) vormden een Kozakkenlegioen langs de rivier de Oeral aan de grens met het gebied van de Kazachen. Ze woonden in stanitsas en heetten eerst Jaik-Kozakken, naar de oude naam van de rivier. Toen ze echter bij de Poegatsjovopstand Don-Kozak Jemeljan Poegatsjov steunden, liet tsarina Catharina de Grote vanwege hun hulp de naam van de rivier veranderen naar Oeral. Ze namen daarop de naam Oeral-vojsko aan.

## Stichting
De Jaik-Kozakken stamden af van de Don-Kozakken. Hun belangrijkste centrum was Jaitski Gorodok of Jaitsk aan de rivier de Jaik, die van het Oeralgebergte door de Kaspische Steppe naar zee stroomde. De rivier werd door Don-Kozakken gebruikt als winterkwartier als ze de Kaspische zeekust van het Perzische rijk plunderden. In de vroege 17e eeuw verbleef men permanent aan de rivier en werden de Jaik-Kozakken autonoom. Het lag verder van Moskou vandaan en gaf de kans de heroïsche broederschap van de oorspronkelijke Dongemeenschap opnieuw uit te vinden, zonder de corruptie door rijkdom en sociale verdeling die bij de Don-Kozakken was opgetreden. Gevestigd vóór de Nikonische Hervormingen bleven de Jaik-Kozakken het Oude Geloof trouw.

## Onder Michaël en Peter de Grote
Ook de Jaik-Kozakken hadden een sponsor nodig, die hen kon leveren wat ze zelf niet konden produceren. Het tsaardom Rusland lag voor de hand. Ze waren dan wel verplicht  tsaar Michaël Romanov (1596-1645) als beschermheer te erkennen. Hij kon hun diensten aan de grens goed gebruiken, maar had vooral oog voor hun gebied op de lange termijn.
Peter de Grote, die door veel van zijn tijdgenoten als de anti-christ werd gezien, maakte goed duidelijk wat de greep van de tsaar inhield. Het beschermheerschap van een Moskouse tsaar werd tot de dominantie van een Europese keizer. De Jaik-Kozakken waren voor Peter de Grote te onafhankelijk en onbetrouwbaar. Hij gaf weinig om hun tradities en gevoeligheden. Hij gaf hun de taak forten te bouwen en te bemannen van een nieuwe verdedigingslinie van de Oeral tot de Kaspische Zee en gaf hun opdracht oorlog te voeren ver van huis. Protesten werden bruut afgewezen. De regering wilde de kozakken onderwerpen. Aangezien de kozakken niet helemaal werden vertrouwd kwamen er ook niet-kozakken naar de forten. In 1734 begon de bouw van Orenburg, een groot, nieuw administratief en militair centrum ten oosten van de kozakken. Jaik en de kozakken werden op het tweede plan gezet en ingelijfd in de staat.
In het begin van de 18e eeuw polariseerden de Jaik-Kozakken in posloesjnoj (gehoorzamen, de elite) en neposloesjnoj (de ongehoorzamen, de gewone manschappen). Een 'sub-elite' bracht de leiders voort die onophoudelijk met de autoriteiten overhoop lagen. Het Oude Geloof speelde bij alle groepen een grote rol bij de organisatie en het maken van nieuwe allianties.
In 1718 stuurde Peter de Grote een expeditie om onder de Jaik-Kozakken iedereen te arresteren die na 1695 was aangekomen. Er werden er 600 opgepakt. Een nieuwe ronde volgde in 1720. De kozakken kozen een nieuwe ataman (hetman) en stuurden een afvaardiging naar de tsaar om hun bezwaren kenbaar te maken. Peter de Grote reageerde woedend en nam hen hun status van autonomie af en plaatste hen onder het Oorlogscollege in plaats van College van Buitenlandse Zaken. De ataman diende zich voortaan te verantwoorden bij de gouverneur van Orenburg en niet aan de eigen kroeg (vergadering) en hij verloor de boentsjoek, de strijdknots die het symbool was van de onafhankelijkheid van de kozakken. Daarna werden drie kozakken publiekelijk geëxecuteerd. Deze verhoudingen bleven de vijftig jaar daarna: petities werden beantwoord met arrestaties, geselingen en verbanningen. Haat voor de regering en de eigen elite stapelde zich op.

## Opstand
Toen in 1771 de kozakken weigerden vluchtende Kalmukken te achtervolgen kwam er een strafexpeditie onder generaal Traubenberg. Door het zien van een processie kozakken, die een nieuwe ataman wilden kiezen, raakte Traubenberg zodanig in paniek, dat hij zijn artillerie inzette en 100 kozakken ombracht. De kozakken raakten daarop slaags met dit leger en behaalden de overwinning. Maar ze waren geïsoleerd, verdeeld, zonder leider en zonder plan en de meerderheid geloofde er nog steeds in er met de overheid uit te kunnen komen. Toen de strafexpeditie kwam werd er in juni 1772 twee dagen gevochten, waarna de rebellie de kop in werd gedrukt en er zware straffen volgden. Toen kwam in november 1772 Jemeljan Poegatsjov op het toneel en begon de Poegatsjovopstand.